# Walentina Żulina
Walentina Aleksandrowna Żulina z d. Jermakowa (ros. Валентина Александровна Жулина z d. Ермакова; ur. 15 czerwca 1953 we wsi Mumra) – rosyjska wioślarka reprezentująca ZSRR, srebrna medalistka olimpijska i trzykrotna medalistka mistrzostw świata.

## Kariera
Wystąpiła na igrzyskach olimpijskich w Moskwie w 1980, gdzie osada ZSRR w składzie: Olha Pywowarowa, Nina Umaneć, Nadija Pryszczepa, Walentina Żulina, Tetiana Stecenko, Ołena Terioszyna, Nina Preobrażenśka, Marija Paziun i sterniczka Nina Frołowa zdobyła srebrny medal w ósemkach. W wyścigu finałowym uplasowały się o 0,97 sekundy za osadą NRD i o 1,34 sekundy przed osadą Rumunii. Był to jej jedyny start olimpijski.
W tej samej konkurencji wywalczyła również złoto na mistrzostwach świata w Cambridge (1978) i mistrzostwach świata w Bledzie (1979) oraz srebro mistrzostwach świata w Lucernie (1974). 
Otrzymała tytuł Zasłużonego Mistrza Sportu ZSRR. 